# ناثان دين (سياسي)
ناثان دين (بالإنجليزية: Nathan Dane)‏ هو محامي وقاضي وسياسي أمريكي، ولد في 29 ديسمبر 1752 في الولايات المتحدة، وتوفي في 15 فبراير 1835 في بيفرلي في الولايات المتحدة. انتخب عضو مجلس نواب ماساتشوستس.